# Mars 1843

## Événements
- 1er mars : fin du mandat de Fructuoso Rivera. Début de la Grande Guerre. L’affrontement se termine sans vainqueur ni vaincu et laisse l’Uruguay en ruine.

- 2 mars, France : affrontement de Lamartine et Guizot à la Chambre sur les fonds secrets. Lamartine attaque notamment la politique espagnole du cabinet.

- 3 mars : Honoré de Balzac publie Honorine.

- 4 mars, France : premier numéro de L'Illustration, créée par Alexandre Paulin, Adolphe Joanne et Édouard Charton, hebdomadaire faisant une large place à l'image sur le modèle de l'Illustrated London News.

- 5 mars : Paul Meurice épouse Palmyre Granger, qui sera l'amie de la famille Hugo mais aussi l'amie de Charles Baudelaire.

- 7 mars : première des Burgraves à la Comédie-Française. Insuccès. Honoré de Balzac apporte son soutien inconditionnel à cette œuvre.

- 8 mars : Christian VIII de Danemark accorde une autonomie accrue aux communes et rétablit en Islande la Diète locale, l’Althing, comme assemblée consultative.

- 12 mars, France : représentation au Palais-Royal de la parodie de Dumanoir, Clairville et Siraudin : Les Hures-Graves.

- 14 mars : Jean-Pierre Boyer, président de la république d'Haïti depuis 1818, est contraint d'abandonner le pouvoir.

- 15 mars : Blaise Brüe arrive à Ouidah. Il négocie un accord commercial avec le roi Ghézo d’Abomey pour la maison Régis de Marseille, destiné à promouvoir l’exploitation et le commerce d’huile de palme[1].

- 18 mars : Le père de Charles Vacquerie, gendre de Victor Hugo, meurt à Villequier.

- 23 mars, France : Ferdinand Langlé et Charles Désiré Dupeuty font jouer aux Théâtre des Variétés leur parodie : Les Buses-Graves.

- 28 mars, France :
  - chez Bocage, dans l'enthousiasme, François Ponsard donne lecture de sa Lucrèce;
  - Michaud et Duriez mettent en vente Les Burgraves.

- 31 mars : le ministre français des Affaires étrangères François Guizot énonce devant la Chambre la « politique des points d’appuis » en Afrique. La France se lance activement dans la création de postes militaires en Côte d'Ivoire (Assinie, Grand-Bassam, Dabou) et au Gabon.
  - Les exportations d’esclaves à partir de l’estuaire du Gabon (3 000 à 5 000 par an avant 1845), devenues plus difficiles avec l’établissement du comptoir militaire Français, se replient vers le sud, au cap Lopez où le port de Sangatanga devient le grand port négrier de toute la région (1850-1860).

## Naissances
- 12 mars : Gabriel Tarde (mort en 1904), psychologue et sociologue.
- 18 mars : Jules Vandenpeereboom, homme politique belge († 6 mars 1917).
- 20 mars : Émile Masqueray (mort en 1894), anthropologue, ethnologue, linguiste et écrivain français.

## Décès
- 8 mars : Panchón (Francisco González Díaz), matador espagnol (° 4 octobre 1784).
- 21 mars :
  - Guadalupe Victoria, président du Mexique (° 29 septembre 1786).
  - Robert Southey, écrivain et poète romantique britannique (° 12 août 1774).